# Laikos Orthodoxos Synagermos
De Laikos Orthodoxos Synagermos, vertaald: Orthodox Volksalarm (Grieks: Λαϊκός Ορθόδοξος Συναγερμός (ΛΑ.Ο.Σ.) (LAOS)), is een Griekse politieke partij. De partij werd in 2000 opgericht door de journalist Georgios Karatzaferis en geldt als rechts-nationalistisch. De partij heeft 2 zetels in het Europees Parlement. Daar maakt zij deel uit van de fractie Europa van Vrijheid en Democratie.

## Geschiedenis
Karatzaferis was parlementslid voor Nea Dimokratia, maar werd gedwongen deze partij in 2000 te verlaten. Een paar maanden later vormde hij LAOS.
In het begin van haar bestaan kende de partij verschillende extreem-nationalistische en fascistische elementen. De partij - of politici van de partij - hebben zich verschillende malen antihomo of antisemitisch uitgelaten. Zo bracht tijdens een partijbijeenkomst in 2006 een van de deelnemers de Hitlergroet bij het spelen van het nationale volkslied. Dit werd gefilmd en dit zorgde voor onrust in de Griekse samenleving. De bijeenkomst was echter voor iedereen toegankelijk en het was onduidelijk wie deze persoon was. De partij heeft achteraf ook duidelijk afstand genomen van deze actie. In het algemeen is de partij met betrekking tot de nationalistische uitingen gematigder geworden. Dit heeft ervoor gezorgd dat veel radicale elementen, zoals de Griekse schrijver Konstantinos Plevris, de partij hebben verlaten.
In 2004 kreeg Laikos steun van de Partij van het Hellenisme, een kleine politieke partij die op haar hoogtepunt bij verkiezingen voor het parlement slechts 0,2 procent van de stemmen verwierf. Bij de parlementsverkiezingen in 2004 bleef de partij met 2,2 procent van de stemmen nog onder de kiesdrempel van 3 procent. Een paar maanden later bij de verkiezingen voor het Europees Parlement behaalde de partij 4,1 procent van de stemmen en daarmee 1 zetel. Bij de parlementsverkiezingen in 2007 haalde LAOS wel de kiesdrempel met 3,8 procent van de stemmen. Daardoor behaalde zij 10 zetels. Bij de Griekse parlementsverkiezingen in 2009 haalde de partij 5,6 procent van de stemmen en 15 zetels. Bij de verkiezingen voor het Europees Parlement datzelfde jaar steeg het stemmenpercentage naar 7,1 procent. Daardoor behaalde de partij 2 zetels.
Op 11 november werd er een overgangsregering onder leiding van Lucas Papademos gevormd waaraan ook LAOS deelnam samen met PASOK en Nea Dimokratia.
Bij zowel de Griekse parlementsverkiezingen van mei 2012, waarin de partij 2,9% van de stemmen behaalde, als bij de Griekse parlementsverkiezingen van juni 2012, waarin de partij 1,58% van de stemmen kreeg, haalde de partij de kiesdrempel niet.

## Standpunten
De belangrijkste programmapunten van de partij zijn:
- Geen toelating van Turkije tot de Europese Unie.
- Een realistische immigratiepolitiek op basis van wat Griekenland aan buitenlandse immigranten aankan.
- Tegenstander van het Verdrag van Lissabon.
- Geen erkenning van de republiek Macedonië, zolang zij in haar naam de term Macedonië draagt. (Macedonië is namelijk ook de naam van een noordelijke provincie van Griekenland.)
- Een drastische belastingverlaging voor particulieren en kleine ondernemingen.

## Overzicht verkiezingsuitslagen
| Jaar         | Partijleider          | Stemmenaantal | Stemmenpercentage | Aantal leden in het Griekse parlement | Positie in het parlement |
| ------------ | --------------------- | ------------- | ----------------- | ------------------------------------- | ------------------------ |
| 2004         | Georgios Karatzaferis | 162.103       | 2,2%              | 0                                     | Kiesdrempel niet gehaald |
| 2007         | Georgios Karatzaferis | 271.764       | 3,8%              | 10                                    | Kleine oppositiepartij   |
| 2009         | Georgios Karatzaferis | 386.152       | 5,6%              | 15                                    | Kleine oppositiepartij   |
| mei 2012     | Georgios Karatzaferis | 182.023       | 2,9%              | 0                                     | Kiesdrempel niet gehaald |
| juni 2012    | Georgios Karatzaferis | 97.099        | 1,58%             | 0                                     | Kiesdrempel niet gehaald |
| januari 2015 | Georgios Karatzaferis | 63.698        | 1,0%              | 0                                     | Kiesdrempel niet gehaald |